# Liste der Baudenkmale in Blievenstorf
In der Liste der Baudenkmale in Blievenstorf sind alle Baudenkmale der Gemeinde Blievenstorf (Landkreis Ludwigslust-Parchim) aufgelistet (Stand: Januar 2021).

## Blievenstorf
| ID | Lage                                        | Bezeichnung                                                             | Beschreibung | Bild                               |
| -- | ------------------------------------------- | ----------------------------------------------------------------------- | --- | ---------------------------------- |
|    | Am Diek / Ecke Stolper Straße (Karte)       | Bauernhof mit Bauernhaus, Altenteil, zwei Backsteinställen, Holzscheune | |                                    |
|    | Friedhof                                    | Grabstelle Rabe                                                         | |                                    |
|    | Grabower Straße / Neustädter Straße (Karte) | Gedenkstein des Todesmarsches 1945                                      | Gedenkstein von 1976 an die Opfer des Todesmarsches vom April 1945 für 60 Frauen, die aus einem KZ-Außenlager des KZ Ravensbrück von der SS in Richtung Wöbbelin getrieben wurden.                     | Gedenkstein des Todesmarsches 1945 |
|    | (Karte)                                     | Kirche mit Feldsteinmauer                                               | Neugotische, einschiffige Backsteinkirche von 1892 nach Plänen von Gotthilf Ludwig Möckel; Westturm mit achtseitigem Spitzhelm; Teile des Mauerwerkes vom Vorgängerbaues; Ausstattung aus der Bauzeit. | Kirche mit Feldsteinmauer          |
|    | Grabower/Ecke Neustädter Straße             | Gefallenendenkmal 1914/18 und 1939/45                                   | |                                    |
|    | Muchower Straße (Karte)                     | Spritzenhaus                                                            | | Spritzenhaus                       |
|    | Stolper Straße 1 (Karte)                    | Wohnhaus                                                                | |                                    |
|    | Stolper Straße 7 (Karte)                    | Scheune und Brunnen                                                     | |                                    |